# 四氮化四硫
四氮化四硫（分子式：S4N4）是最重要的硫-氮二元化合物，室温下为橙黄色的固体。它的结构和成键较特殊，也是制备其他含S-N键化合物时最主要的原料，因此成为化学家研究的焦点之一。
氮和硫电负性相近，容易形成共价键相连的S-N环系，其中不少是S4N4的衍生物。同族的Se和Te也很容易生成一系列相似的含X-N键（X = 氧族元素）的化合物。

## 结构
S4N4为双楔形笼状结构，具有D2d对称。硫和氮交替构成一个假想的八元环，每一对硫原子中S-S相距2.586Å（由X单晶衍射测定）。 同价的Se4N4结构类似。
四氮化四硫分子中，S-N键长几乎相等，存在电子离域。S-S“跨环”相互作用的距离要比范德华力的距离小得多，这个现象可以用分子轨道理论来解释， 但其实际原因仍然有争议。1970年时Gleiter提出了一个目前接受得比较广的理论：从分子对称性上看，S4N4若为D4h的平面型结构，那么它将成为一个12π的平面体系，基态为三线态，会受到姜-泰勒效应的影响而发生构型扭曲。将其构型畸变为非平面的D2d型结构后，a2u LUMO和eg HOMO的顺序交换，基态时变为单线态，能量降低，而且分子中也可以产生硫－硫跨环作用加以稳定，因此是有利的一个构型。

## 性质
S4N4生成热为正值（460kJ/mol），属于所谓“吸热化合物”，在热力学上不稳定。虽然它在常温下还算稳定，但研磨、摩擦、撞击、震动和迅速加热时，四氮化四硫都会猛烈分解并引起爆炸，生成非常稳定的产物：
2S4N4  →  4 N2  + S8
越纯的四氮化四硫爆炸性越强。热力学不稳定而动力学稳定的分子中，大多数结构较为复杂，结构简单的不多，而四氮化四硫即是一例。
因为四氮化四硫有分解产物是气体，所以可用作炸药。四氮化四硫为热色性固体，低于-30°C时为淡黄色，室温下为橙黄色，高于100°C时为深红色。

## 合成
四氮化四硫的传统制备方法，是用干燥的氨作用于S2Cl2的四氯化碳溶液，并用二噁烷萃取：
6 S2Cl2  +  16 NH3    →    S4N4  +  S8  +  12 NH4Cl
也可用NH4Cl代替反应物中的氨：
4 NH4Cl  +  6 S2Cl2  →  S4N4  +  16 HCl  +  S8
较新的方法利用[(Me3Si)2N]2S来引入S-N键。这个化合物可由双(三甲基硅基)氨基锂与SCl2反应制得：
2 (Me3Si)2NLi  +  SCl2  →  [(Me3Si)2N]2S  +  2 LiCl
然后用制得的[(Me3Si)2N]2S与SCl2和SO2Cl2的混合物反应，制取S4N4：
[(Me3Si)2N]2S  +  SCl2  +  SO2Cl2  →   S4N4  +  4 (CH3)3SiCl  +  SO2

## 反应
四氮化四硫与其他化合物发生的一系列反应主要可分为两类，一类是S4N4环系保持的反应，一类是环系被破坏的反应。大多数研究着重于与有机金属化合物的反应。

### 保持环系
S4N4会与Vaska配合物（[Ir(Cl)(CO)(PPh3)2]）发生氧化加成反应，生成含六配位铱的配合物，其中S4N4中的两个硫原子和一个氮原子作配位原子。蔡斯盐也可与四氮化四硫发生类似反应，生成铂(IV)的配合物。

### 不保持环系
S4N4与[Pd2Cl6]2−阴离子反应，S4N4环系打开，生成三个钯配合物。
与碘化氢或氯化氢的反应也属于这一类：
S4N4 + 12 HI → 4 S + 4 NH3 + 6 I2
S4N4 + 4 HCl → S4N3Cl + NH4Cl + Cl2

### 酸碱反应
S4N4是路易斯碱，氮原子上的孤对电子可与路易斯酸紧密配合，如BF3、SbCl5和SO3。这些加合物中，四氮化四硫的环形结构发生扭曲，电子离域的程度也可能减弱。
S4N4  +  SbCl5 →  S4N4.SbCl5
S4N4  +  SO3 →  S4N4.SO3
[Pt2Cl4(PMe2Ph)2]与S4N4反应的产物中，硫原子与金属配位，并且会异构为氮原子也发生配位的另一个配合物。
四氮化四硫可被HBF4质子化：
S4N4  +  HBF4   →  S4N4H+BF4
“软酸”CuCl可与四氮化四硫生成共聚合物，其中S4N4环作桥联配体：
nS4N4 + nCuCl   →  (S4N4)n-μ-(-Cu-Cl-)n
S4N4可在碱性条件下水解，稀NaOH中S4N4的反应如下：
2S4N4  +  6 OH−  +  9 H2O  →    S2O32−  +  2 S3O62−  +  8 NH3
碱性增大时，产物变为亚硫酸根：
S4N4  +  6 OH−  +  3 H2O  →  S2O32−  +  2 SO32−  +  4 NH3

### 制取其它S-N化合物
四氮化四硫可用作制取其他重要S-N化合物的原料。
[S4N5]−：
四氮化四硫与哌啶反应产生[S4N5]−阴离子：
3 S4N4  +  4 C5H10NH  →  (C5H10NH2)+[S4N5]−  +  (C5H10N)2S  +  3/8 S8  +  N2
在搅拌下，使叠氮化钠与四氮化四硫在乙醇中反应，生成的橙色溶液中也含有[S4N5]−离子：
6 NaN3 + 8 S4N4 → 6 Na+[S4N5]− + S8 + 10 N2
相应的阳离子[S4N5]+也是已知的。
[S3N3]−：
以叠氮化四甲基铵处理四氮化四硫，可生成杂环的[S3N3]−离子。该离子含有10个π电子：
S4N4  +  4 NMe4N3  →  NMe4[S3N3] +  1/8 S8  +  2 N2
以PPN+N3−作原料发生类似反应，产物为蓝色的全硫代亚硝酸盐：
2 S4N4  +  PPN(N3)  →  PPN[NS3] +  1/2 S8  +  5 N2
NS3−阴离子为链状结构，S=N-S-S−。
S4N3+：
该离子为平面七元环结构，非常稳定，可由干燥的氯化氢气作用于四氮化四硫制得：
S4N4 + HCl → S4N4.HCl (红色)
S4N4.HCl + 3 HCl → S4N3Cl (黄色) + NH4Cl + Cl2
S4N42+：
FSO3H与S4N4反应，或S4N4.AlCl3与化学计量的AlCl3混合并通入Cl2，都可制得S4N42+离子。前者产物为[S4N4]2+[O3SF]2−，后者为[S4N4]2+[AlCl4]2−。

### 与炔烃反应
S4N4可与缺电子的炔烃反应。

### "SNx"
将气态的S4N4通过金属银表面，会生成低温超导体聚氮化硫，简写为"(SN)x"，转变温度为(0.26±0.03)K。 该反应机理中，首先生成硫化银Ag2S，然后该物质催化S4N4转变为四元环S2N2，接着后者很快聚合。
S4N4  +  8 Ag  →  4 Ag2S  +  2 N2
S4N4  →   (SN)x

### 其他
S4N4可与苯和C60共结晶。

## 安全
S4N4在研磨、摩擦、撞击、震动和迅速加热时，都会发生爆炸，使用时必须小心。含有杂质硫的样品不如纯化后的四氮化四硫敏感。